# Немекзар
Немекзар е обширна солончакова падина в централната част на пустинята Деще Лут, в централната част на Иранската планинска земя, на територията на Източен Иран. Разположена е между хребета Кухбенан (съставна част на Средноиранските планини) на запад, хребета Пеленган на изток и платото Серхед на югоизток, като последните две са съставни части на Източноиранските планини). Дължината ѝ от север на юг е около 150 km, а надморската височина около 300 m. През пролетта, по време на разлива на реките (Руде Шур, Шургез и др.), в понижените части на падината се образува голямото (дължина до 120 km, ширина до 25 km) езеро Шехдад. Падината Немекзар е заета от оскъдна солянкова растителност. По западната ѝ периферия, в полите на хребета Кухбенан са разположени няколко малки оазиса.